# ATC kód A03
ATC kód A03 Antispasmodika, anticholinergika je hlavní terapeutickou skupinou anatomické skupiny A. Trávicí ústrojí a metabolismus.

## A03A Přípravky pro funkční střevní obtíže

### A03AA Syntetická anticholinergika a estery s terciární aminovou skupinou
A03AA04 Mebeverin

### A03AB Syntetická anticholinergika, kvartérní amoniové sloučeniny
A03AB06 Otilonium bromid

### A03AD Papaverin a jeho deriváty
A03AD01 Papaverin
A03AD02 Drotaverin

### A03AX Jiné přípravky pro funkční střevní obtíže
A03AX04 Pinaverium
A03AX13 Silikony
A03AX58 Alverin, kombinace

## A03B Alkaloidy rulíku a driváty, samotné

### A03BA Alkaloidy rulíku, terciární aminy
A03BA01 Atropin

### A03BB Alkaloidy rulíku, semisyntetické, kvartérní amoniové sloučeniny
A03BB01 Butylskopolamin

## A03D Antispasmodika, analgetika v kombinaci
A03DA02 Pitofenon kombinace s analgetiky

## A03E  Antispasmodika, anticholinergika v kombinaci s jinými přípravky
A03EA Antispasmodika, psycholeptika, analgetika v kombinaci

## A03F Prokinetika

### A03FA Prokinetika
A03FA01 Metoclopramid
A03FA03 Domperidon

## Poznámka
- Registrované léčivé přípravky na území České republiky.
- Informační zdroj: Státní ústav pro kontrolu léčiv, Všeobecná zdravotní pojišťovna.